# گلناره کریموا
گُلناره اسلاموفنا کَریموا به روسی: Гульнара Исламовна Каримова با نام هنری گوگوشا (زاده ۸ ژوئیه ۱۹۷۲ در فرغانه) بازرگان، طراح جواهر، دیپلمات و خواننده اهل ازبکستان است. وی دختر اسلام کریموف رئیس‌جمهور ازبکستان است و زمانی از او به عنوان جانشین احتمالی پدرش یاد می‌شد.
کریموا رئیس شورای سرپرستی بنیاد همایش فرهنگ و هنر ازبکستان و مؤسس مارک پوشاک و جواهرات گلی و از سال ۲۰۰۸ تا ۲۰۱۱ سفیر ازبکستان در دفتر سازمان ملل متحد در ژنو بود.
کریموا دانش‌آموخته اقتصاد در دانشگاه اقتصاد تاشکند، دارای مدرک کارشناسی مطالعات منطقه‌ای از دانشگاه هاروارد و دکترای علوم سیاسی از دانشگاه سیاست و اقتصاد جهانی تاشکند است.
وی از همسر پیشین خود منصور مقصودی (یک شهروند آمریکایی با اصالت افغان) یک پسر به نام اسلام (متولد ۱۹۹۲) و دختر به نام ایمان (متولد ۱۹۹۸) دارد. هم اکنون، شریک تجاری و دوست پسر وی رستم محمدعمراف است.
در اسناد ویکی‌لیکس، گلناره کریم‌اوا به عنوان یکی چهره‌های منفور در ازبکستان معرفی شده که ثروت خود را با تهدید و زور و از طریق تجارت‌های سودآور به دست آورده و در جامعه ازبکستان بنام "علیامخدره دزد" معروف است.
در اواخر سال ۲۰۱۳ به سبب قانون شکنی‌های نامحتاطانه او و اطرافیانش در کارهای بین‌المللی تجاری مانند چندین رسوایی مالی، از طرف پدرش دستور حبس خانگی او صادر شد. گفته می‌شود که اسلام کریموف نگران تأثیر مخرب شهرت گلناره به عنوان سردسته دزدها بر روی جذب سرمایه خارجی (که زمانی در انحصار گلناره بود) به این کشور و گسترش بی اندازه قدرت گلناره است.
او از سال ۲۰۱۴ و به خاطر پرونده‌های فساد مالی در حبس خانگی به سر می‌برد. روز چهارشنبه ۲۳ نوامبر ۲۰۱۶ در روزنامه ماسکوفسکی کامسامولتس اعلام شد که او مسموم شده و درگذشته و پنهانی دفن شده‌است. فرزندش در ۲۵ نوامبر ۲۰۱۶ خبر مرگ گلناره را تکذیب کرد.

### شعر
در نسخه سالانه مجموعه اشعار سال ۲۰۲۴ ، شرکت انتشاراتی آلمانی Brentano-Gesellschaft در فرانکفورت آم ماین، شعر گلنارا کریموا را به نام «جهان جریانی از درخشش ها و نگاه هاست» منتشر کرد.